# Ready?
「Ready?」（レディ）は、2005年7月20日に発売されたTommy heavenly6の3枚目のシングルである。

## 概要
- 前作「Hey my friend」より約1年2ヶ月ぶりのリリースとなる。
- heavenly6名義では2005年にリリースされた唯一のシングルであり、約1ヶ月後に発売された1stアルバム『Tommy heavenly6』からの先行シングルである。
- カップリングには『NANA』のトリビュートアルバム『LOVE for NANA 〜Only 1 Tribute〜』の参加作品である「GIMME ALL OF YOUR LOVE!!」が収録されている。
- 初回出荷分のみデジパック仕様。

## 収録曲
1. Ready?
作詞:Tommy heavenly6／作曲・編曲:Chris Walker
  - TBS系列バラエティ番組『王様のブランチ』エンディングテーマ
2. GIMME ALL OF YOUR LOVE!!
作詞:Tommy heavenly6／作曲・編曲:Jeffery Stevens
3. Ready?(Original Instrumental)

## 収録アルバム
- 『Tommy heavenly6』(#1,2)
- 『Gothic Melting Ice Cream's Darkness “Nightmare”』(#1,2)
- オムニバス『LOVE for NANA〜Only 1 Tribute〜』(#2)